# Volkov-Yartsev VYa-23
O Volkov-Yartsev VYa-23 (Волков-Ярцев ВЯ-23) é um canhão automático de 23 mm (0,91 pol) utilizado em aeronaves soviéticas durante a Segunda Guerra Mundial.

## Desenvolvimento
Em 1940, A.A. Volkov e S.A. Yartsev criaram um canhão automático denominado TKB-201 para a nova munição de 23 mm. Este seria usado como arma primária nas aeronaves de ataque ao solo Ilyushin Il-2. A intenção original era criar uma arma capaz de penetrar na blindagem dos tanques alemães.
Devido a indisponibilidade do Il-2, o primeiro teste em voo foi feito utilizando um caça pesado Messerschmitt Bf 110 vendido pela Alemanha em 1940. Após os testes no Il-2 em 1941, o TKB-201 foi aceito em serviço e designado VYa-23. Um total de 64.655 VYa-23 foram construídos.

## Descrição
O VYa-23 é um canhão automático operado a gás com uma cadência de 600 tiros por minuto - uma alta cadência para este calibre naquela época. A arma possuía 2,14 metros de comprimento e pesava 68 kg. Suas principais desvantagens eram o forte coice e um funcionamento muito abrupto dos mecanismos de disparo e carregamento, que diminuíam sua vida em serviço e normalmente causavam um travamento que não podia ser consertado em voo.
De acordo com a inteligência dos Estados Unidos, o VYa-23 utilizava uma versão maior do mesmo mecanismo do canhão Berezin UB.

## Munição

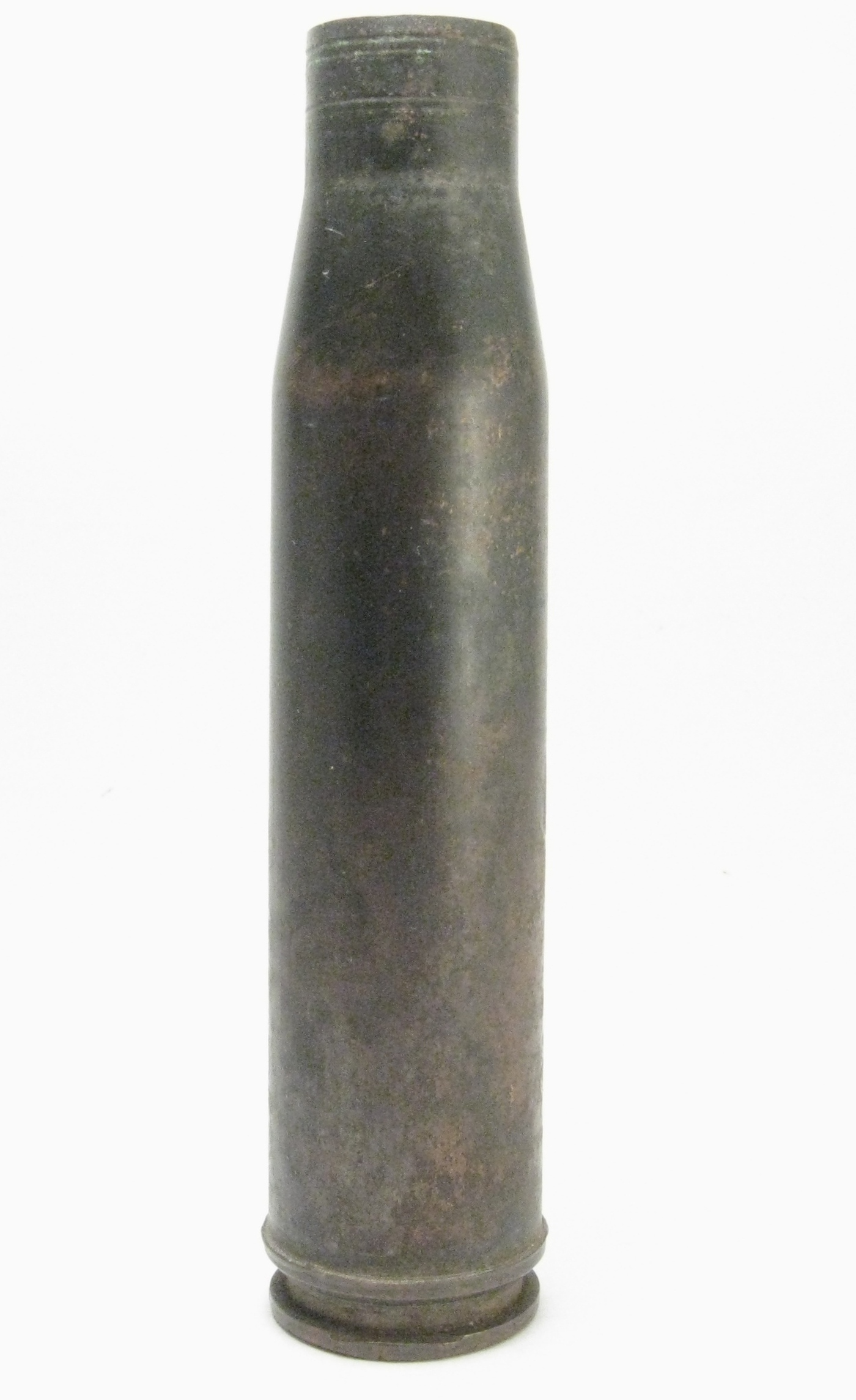
Cartucho de um VYa-23

Um novo e poderoso cartucho de 23×152mm foi especialmente desenvolvido para o VYa. O mesmo calibre foi mais tarde utilizado nos canhões antiaéreos pós-guerra ZU-23-2 e ZSU-23-4. Entretanto, a munição para estas armas antiáereas continham diferentes componentes, o que os impediam de ser intercambiáveis. A munição é facilmente reconhecida externamente: a munição YVa possui cápsulas de bronze, enquanto a munição antiaérea pós-guerra possui cápsulas de aço.
A munição disponível para o VYa incluía as opções de fragmentação-incendiária, fragmentação-incendiária-traçante e perfurante-incendiária. O peso total e o preenchimento das munições alto explosivas eram mais que o dobro da munição de 20 mm utilizada nos canhões ShVAK e Berezin B-20. O perfurante podia penetrar 25 mm (1 in) de blindagem a uma distância de 400 m (1,300 ft). As principais características da munição YVa de acordo com Christian Koll estão listados na tabela abaixo:
| Designação | Tipo  | Peso do projétil [g] | Carga explosiva [g] | Velocidade de saída [m/s] | Descrição |
| ---------- | ----- | -------------------- | ------------------- | ------------------------- | --- |
| BZ         | API   | 196..198             | nenhuma             | 905                       | 68g núcleo de aço duro e incendiário na ponta. São encontrados dois tipos com diferentes tampas (alumínio e aço estampado). Penetração de 25 mm RHA a 400 m e impacto perpendicular. |
| OZ         | HEI   | 198                  | 15 (RDX/Al/wax)     | 905                       | Munição alto explosiva incendiária com um detonador K-20 ou DV. |
| OZT        | HEI-T | 190                  | 12 (RDX/Al/wax)     | 905                       | Munição alto explosiva incendiária com um detonador K-20 ou DV e carga alto explosiva reduzida devido ao espaço tomado pelo traçante.                                                |
| PUT        | TP-T  | 198                  | nenhuma             | 905                       | Munição de treino com traçante, baseado no OZT mas com um detonador falso e preenchimento inerte na cavidade HE.                                                                     |

## Produção
Um total de 64.655 VYa-23 foram produzidos. Arquivos soviéticos fornecem os seguintes números de produção por ano:
- 1942 — 13.420
- 1943 — 16.430
- 1944 — 22.820
- 1945 — 873
- 1946 — 2.002
- 1947 — 1.247

## Serviço
O canhão VYa-23 foi utilizado nas aeronaves de ataque ao solo Il-2 e Il-10, nos caças LaGG-3 e Yak-9, e no caça experimental de longo alcance Mikoyan-Gurevich DIS.
Apesar do alto calibre, o VYa-23 desapontou em sua função original de anti-tanque. Tanques alemães leves podiam ser destruídos pela parte lateral ou traseira apenas, enquanto a blindagem frontal suportava seus tiros. Os tanques médios podiam ser derrotados apenas se atingidos no topo da torre ou no compartimento do motor, com distâncias menores que 400 m (1.300 ft) em um ângulo de ataque (mergulho) maior do que 40 graus, uma manobra muito difícil no Il-2 mesmo sob condições ideais, aumentando ainda a dificuldade em atingir um pequeno alvo.